# Fantastic Babys
Big Bang Fanclub Event ~Fantastic Babys~ comumente referida apenas como Fantastic Babys, é uma turnê japonesa de encontro de fãs, realizada pelo grupo sul-coreano Big Bang. Iniciou-se em 2012 com quatro apresentações. Todos os membros do grupo, compareceram aos eventos, com exceção de T.O.P, que não esteve presente em nenhuma data, devido sua agenda pessoal.

## Eventos

### 2016
No início de 2016, a YG Entertainment anunciou que o Big Bang realizaria eventos de encontros de fãs para seu fã-clube japonês em abril do mesmo ano, com apresentações em quatro cidades: Kobe, Fukuoka, Nagoia e Chiba, em um total de 27 apresentações. Foi informado ainda a ausência de T.O.P, devido suas gravações para o filme Out of Control. O evento encerrou-se com a participação de 280,000 mil pessoas.

## Datas da turnê
| Data                                      | Cidade   | País    | Local                               | Público |
| Etapa 1                                   | Etapa 1  | Etapa 1 | Etapa 1                             | Etapa 1 |
| ----------------------------------------- | -------- | ------- | ----------------------------------- | ------- |
| 1 de julho de 2012 (2 apresentações)      | Kobe     | Japão   | World Memorial Hall                 | 42,000  |
| 3 de julho de 2012 (2 apresentações)      | Tóquio   | Japão   | Nippon Budokan                      | 42,000  |
| Etapa 2                                   |          |         |                                     |         |
| 11 de fevereiro de 2014 (2 apresentações) | Fukuoka  | Japão   | Marine Messe Fukuoka                | 141,000 |
| 18 de fevereiro de 2014 (2 apresentações) | Yokohama | Japão   | Yokohama Arena                      | 141,000 |
| 19 de fevereiro de 2014 (2 apresentações) | Yokohama | Japão   | Yokohama Arena                      | 141,000 |
| 22 de fevereiro de 2014 (2 apresentações) | Kobe     | Japão   | World Memorial Hall                 | 141,000 |
| 23 de fevereiro de 2014 (2 apresentações) | Kobe     | Japão   | World Memorial Hall                 | 141,000 |
| 25 de fevereiro de 2014 (2 apresentações) | Nagoia   | Japão   | NGK Insulators Hall                 | 141,000 |
| 26 de fevereiro de 2014 (2 apresentações) | Nagoia   | Japão   | NGK Insulators Hall                 | 141,000 |
| Etapa 3                                   |          |         |                                     |         |
| 22 de abril de 2016                       | Kobe     | Japão   | World Memorial Hall                 | 280,000 |
| 23 de abril de 2016 (2 apresentações)     | Kobe     | Japão   | World Memorial Hall                 | 280,000 |
| 24 de abril de 2016 (2 apresentações)     | Kobe     | Japão   | World Memorial Hall                 | 280,000 |
| 27 de abril de 2016 (2 apresentações)     | Fukuoka  | Japão   | Marine Messe Fukuoka                | 280,000 |
| 29 de abril de 2016 (2 apresentações)     | Nagoia   | Japão   | NGK Insulators Hall                 | 280,000 |
| 30 de abril de 2016 (2 apresentações)     | Nagoia   | Japão   | NGK Insulators Hall                 | 280,000 |
| 1 de maio de 2016                         | Nagoia   | Japão   | NGK Insulators Hall                 | 280,000 |
| 3 de maio de 2016 (2 apresentações)       | Chiba    | Japão   | Makuhari Messe Exhibition Hall 9-11 | 280,000 |
| 4 de maio de 2016 (2 apresentações)       | Chiba    | Japão   | Makuhari Messe Exhibition Hall 9-11 | 280,000 |
| 5 de maio de 2016 (2 apresentações)       | Chiba    | Japão   | Makuhari Messe Exhibition Hall 9-11 | 280,000 |
| 14 de maio de 2016 (2 apresentações)      | Chiba    | Japão   | Makuhari Messe Exhibition Hall 9-11 | 280,000 |
| 15 de maio de 2016 (2 apresentações)      | Chiba    | Japão   | Makuhari Messe Exhibition Hall 9-11 | 280,000 |
| 27 de maio de 2016                        | Kobe     | Japão   | Kobe World Memorial Hall            | 280,000 |
| 28 de maio de 2016 (2 apresentações)      | Kobe     | Japão   | Kobe World Memorial Hall            | 280,000 |
| 29 de maio de 2016 (2 apresentações)      | Kobe     | Japão   | Kobe World Memorial Hall            | 280,000 |
| Total                                     | Total    | Total   | Total                               | 463,000 |

## DVD
Big Bang Fanclub Event 2014 'Fantastic Babys' é um DVD e blu-ray ao vivo do grupo sul-coreano Big Bang. Foi lançado em 18 de fevereiro de 2015 no Japão, apenas para membros de seu fã-clube e foi filmado durante evento realizado na Yokohama Arena.

### Lista de faixas
| N.º | Título                        | Duração |  |
| 1.  | "Jogos"                       |         |  |
| 2.  | "Hands Up"                    |         |  |
| 3.  | "Gara Gara Go!!"              |         |  |
| 4.  | "Haru Haru -versão Japonesa-" |         |  |
| 5.  | "Bad Boy"                     |         |  |
| 6.  | "Fantastic Baby"              |         |  |
| 7.  | "My Heaven"                   |         |  |
| 8.  | "Koe wo Kikasete"             |         |  |